# Юровский, Александр Яковлевич (сценарист)
Алекса́ндр Я́ковлевич Юро́вский  (1921—2003) — кинодраматург, профессор факультета журналистики МГУ, автор первого в СССР  учебника по телевизионной журналистике.

## Биография
Родился 21 сентября 1921 года в Ташкенте (ныне Узбекистан) в еврейской семье.
По воспоминаниям дочери, К. А. Шерговой, её дед — роменский мещанин Яков (Янкель) Исаакович Юровский (1896—1966) — был работником «Союзпечати», в Ташкенте оказался во время Первой мировой войны, когда был призван в армию, и затем демобилизован по болезни. Семья бабушки давно жила в Туркестане, бабушка Малка (Мария) Ароновна Юровская (в девичестве Скибинская, 1902—1956) родилась в Коканде. Некоторое время она работала в издательстве, но в основном была домашней хозяйкой. А. Я. Юровский был единственным ребёнком в семье.
В 1926 году Я. И. Юровского перевели на работу в Ленинград, а через пару лет — в Москву. Во время учёбы в школе № 313 Александр Юровский увлекался театром, занимался в театральной студии Театра детского творчества при Центральном доме пионеров в пер. Стопани (руководитель студии — Нина Сухоцкая).
По окончании средней школы в 1939 году поступил в МВТУ им. Баумана. С первого курса был призван в армию, служил в пограничных войсках в Закавказье. С началом Великой Отечественной войны воевал в войсках Закавказского фронта, был командиром орудия. В звании младшего сержанта воевал в должности замполитрука артиллерийской противотанковой батареи 12-й Особой стрелковой бригады Крымского фронта, был легко ранен. Во время десанта на Керченском полуострове весной 1942 года был тяжело ранен, инвалид войны. Награждён Орденом Славы и Орденом Отечественной войны. Войну закончил в звании капитана.
После лечения был направлен на работу в оборонную промышленность — работал электриком и одновременно в 1943 году поступил на редакционно-издательский факультет Московского полиграфического института.

### Журналист
С 1947 печатал очерки и статьи в журналах «Огонёк», «Работница» и др. По окончании вуза в 1948 году был принят на работу литсотрудником в журнал «Огонёк». Там он познакомился с поэтом и публицистом Галиной Шерговой: он редактировал её произведения, поражая строптивого автора литературным чутьём и энциклопедической образованностью. Они подружились, а затем возник роман, из-за которого А. Юровский оставил семью и, получив выговор по партийной линии за «аморальное поведение», был уволен из «Огонька» в 1951 году. Два года он был вынужден перебиваться случайными заработками, так как трудоустройству мешали не только выговор, но и развернувшаяся «борьба с космополитами».
После смерти Сталина кампания прекратилась, а 1954 году Юровского пригласили на работу на Центральную студию телевидения, инициатором приглашения была тогдашний директор В. Н. Шароева. Как вспоминала Галина Шергова, Валентина Николаевна решилась на «порочный кадровый шаг», так как была женщиной пронзительного ума и независимого нрава, зачислив Александра Яковлевича не рядовым сотрудником, а руководителем группы тематических направлений. «Так телевидение вошло в жизнь нашей семьи на три поколения», — писала Г. Шергова.

### Новаторство в телевидении
На ЦТ Юровский прошёл путь от редактора общественно-политического отдела до Главного редактора редакции кинопрограмм.
Руководил первыми работами журналистов в кадре. Принимал активное участие в подготовке и проведении первого на телевидении СССР прямого репортажа на промышленную тему с Юрием Фокиным в кадре. Включение проходило с крыши кондитерской фабрики «Красный Октябрь».

Участвовал в организации привоза на Шаболовку новой модели самолёта МиГ-15 (передвижных станций тогда не было), чтобы журналист Евгений Рябчиков провёл репортаж-рассказ об особенностях истребителя.

### Сценарист
В середине 1950-х годов занялся сценарной деятельностью, переведя на русский язык совместно с Э. Медниковой несколько американских и английских пьес, которые были поставлены в театрах страны. Самая известная из них — «Телефонный звонок» Ф.Нотта, впоследствии послужившая основой сценария фильма «Ошибка Тони Вендиса».
В 1961 году по его сценарию поставлен популярный фильм «Алые паруса», а сам Александр Яковлевич стал членом Худсовета объединения «Телефильм» на «Мосфильме» и долгие годы выполнял эту работу на общественных началах.
В Союз кинематографистов был принят ещё на стадии его создания (1958) как руководитель киноредакции Центрального телевидения, тогда же и в Союз журналистов. В Союзе кинематографистов был членом Всесоюзной комиссии телевидения.

### Учёный, историк телевидения
В 1959 году А. Я. Юровский поступил в аспирантуру факультета журналистики МГУ по предложению своего будущего научного руководителя профессора А. В. Западова. Стал основоположником советской науки о телевидении, подготовив и защитив 1963 году диссертацию «Особенности телевидения как средства художественно-публицистического отражения действительности» на соискание учёной степени кандидата филологических наук. Уже в аспирантуре он начал преподавать на факультете журналистики, а с 1962 года он штатный преподаватель в МГУ имени М. В. Ломоносова, на кафедре телевидения и радиовещания факультета журналистики. На кафедре был первым аспирантом по телевидению, первым кандидатом наук, первым профессором. Получил звание заслуженного профессора МГУ.
Совместно с Р. А. Борецким подготовил и преподавал учебный курс «Основы тележурналистики», а также вёл семинары по различным аспектам документалистики.

Основная сфера интересов Юровского — история и теория отечественного телевидения. Как автор первого учебника по телевизионной журналистике и других работ по теории и истории телевидения Юровский считается легендой факультета журналистики МГУ.
«Отдадим должное профессору Александру Яковлевичу Юровскому за его усилия по сбору и систематизации фактического материала, связанного с историей ТВ, — писал о коллеге Р. А. Борецкий. — В своих трудах профессор А. Я. Юровский скрупулезно, фактографически последовательно прописал: вот возникло прямое телевидение, вот кончилась его эра и возникло телевидение, которое можно монтировать и редактировать как угодно». 
В 1973 году Юровский защитил докторскую диссертацию «Советская телевизионная журналистика. Проблемы становления и развития», вскоре получил ученое звание профессора (1976). Многократно издавался за рубежом, участвовал во множестве конференций, в 1976 и 1978 гг. читал лекции в Университете Софии (Болгария).
Научно-педагогическая деятельность очень нравилась А. Я. Юровскому, он с удовольствием проводил занятия, писал статьи и руководил аспирантами. Под его руководством степень кандидата наук получили 19 человек. Среди его учеников — министр печати, а затем руководитель ГТРК «Мордовия», доктор наук С. Н. Десяев, главный редактор Грузинской студии документальных фильмов А. Г. Тушмалишвили, профессор Высшей школы экономики А. Г. Качкаева, главный редактор Студии документальных программ творческого объединения «Экран» А. Г. Айзенберг, профессор Софийского университета Л.Тодорова и другие.
Жизнь Александра Юровского и Галины Шерговой неотделима от дружбы с такими людьми, как Зиновий Гердт, Александр Галич, Ксения Маринина, Григорий Чухрай, Александр Ширвиндт, Александр Каверзнев, коллеги Юровского по кафедре телевидения Рудольф Борецкий, Александр Шерель, Георгий Кузнецов. «В этом доме всегда пересекались-переплетались пути первой в стране кафедры телевидения и радиовещания журфака МГУ — и самого Всесоюзного телерадиовещания», — считает аспирантка А. Я. Юровского Анна Качкаева.
Умер 5 ноября 2003 года. Похоронен на Даниловском кладбище.

## Семья
- Жена — Галина Михайловна Шергова, сценарист и писатель.
  - Дочь (от первого брака) Елена Александровна Юровская (род. 1948). Окончила факультет журналистики МГУ (в 1971 году) и более 40 лет работала на телевидении, занимаясь планированием и анализом телепрограмм, возглавляла Дирекцию стратегических исследований Первого канала.
    - Внук — Максим Шестаков (1972—2019), бизнес-аналитик

  - Дочь — Ксения Александровна Шергова, режиссёр-документалист
    - Внучки — Екатерина Шергова (род. 1975), журналист, директор БФ «Подари жизнь»; Лёля Шергова (род. 1979), исследователь медиа.

## Сценарии
- 1959 — Плохая примета
- 1961 — Алые паруса
- 1961 — Ночной пассажир
- 1963 — Путь на арену
- 1968 — Операция «Трест»
- 1971 — Мужское лето
- 1975 — Чёрный караван
- 1978 — Маршал революции
- 1981 — Ошибка Тони Вендиса
- 1982 — Джентльмены из Конгресса (ТВ)
- 1984 — Стратегия Победы (докум.)
- 1985 — Документ Р
- 1990 — Сто вёрст по реке (латыш. Simts judzes pa upi, Латвия)
- 1992 — Россия. Забытые годы. Гражданская война в России ч.1 (докум.)

## Награды
- орден Отечественной войны I степени (6. 4.1985)
- орден Славы III степени (30.5.1951; был представлен к ордену Красной Звезды)
- медали
- заслуженный профессор МГУ (1996)[2]

## В искусстве
Александру Юровскому и Галине Шерговой посвящена песня Юрия Визбора «А жизнь у нас вышла такая…».